# إذاعة فاس
تعتبر إذاعة فاس من المحطات الإذاعية الأولى في المغرب، حيث يرجع أول بث إذاعي لها إلى أواخر الثلاثينات انطلاقا من مقرها السابق ب(متحف البطحاء) بدار السلاح بمدينة فاس، بعد تدشين إذاعة مراكش.. وهذه مقتطفات من مقال صادر بجريدة السعادة- عدد 4328 بتاريخ فاتح محرم 1355 الموافق لـ 25 مارس 1936 يؤرخ لتاريخ البث الإذاعي لمحطة إذاعة فاس:
.....«لم تمض خمسة عشر يوما على افتتاح مذياع مراكش حتى كان مذياع فاس مهيئا وميسرا لتبليغ الإذاعات على اختلاف لغاتها من عاصمة العلم والنبل والشرف فاس.... ولما زف موعد الحفلة أخد أهل فاس يفدون زرافات ووحدانا على قصر البطحاء.... لا حديث لهم إلا على الموسيقى وما سيزفه راديو فاس للعالم أجمع من ضروب الثقافة والتهذيب والتسلية وقد عرفنا من بين السادات الذين شرفوا الحفلة بالحضور صاحب السمو الرفيع الخليفة السلطاني مولاي المامون وفضيلة الشيخ الجليل العلامة المحدث مولاي الحاج عبد الحي الكتاني وأصحاب السعادة الوزير الفقيه السيد حماد المقري وباشا فاس حليف المجد والنبل السيد محمد التازي وحليف الأدب الفقيه السيد محمد بوعشرين وباشا صفرو الأجل السيد محمد العبدلاوي وخلفاء الباشا».
وقد ظلت إذاعة فاس منذ تاريخ نشأتها منبرا رائدا يؤثث ويغني المشهد السمعي البصري بالمغرب.. حيث احتضنت الرعيل الأول والرواد المؤسسين في مجال الأغنية والفن والمسرح والثقافة بشكل عام..
وبعد استقلال المغرب وتحديدا سنة 1961، تاريخ انتقال المحطة إلى مقرها الحالي بشارع مولاي أحمد الوكيلي بالمدينة الجديدة، شهدت إذاعة فاس قفزة نوعية في علاقاتها بمستمعيها، مدشنة بذلك انطلاقة العمل الإذاعي بشكل أكثر مهنية واحترافية سواء فيما يتعلق بإعداد مختلف الفقرات والبرامج التي تلامس هموم المواطنين وانشغالات الرأي العام المحلي والجهوي أو فيما يتعلق بمواكبة تكنولوجيا التسجيل والبث الإذاعي حتى يصل صوت إذاعة فاس إلى عموم المستمعين أكثر وضوحا من خلال اعتمادها حاليا على تقنيات النظام الرقمي والبث على موجة التعديل الذبذبي FM98,40 ميغاهيرتز، بالإضافة إلى الموجة المتوسطة 490 متر ذات التردد الذبذبي 612 كيلوهرتز.